# Daniel Faraday
Daniel Faraday a Lost című amerikai televíziós sorozat egyik szereplője. Jeremy Davies alakítja.

## Életrajz

### A szigetre kerülés előtt

#### Az Oxfordon
1996-ban Daniel az Oxfordi Egyetemen tanított, és egy olyan kísérlet vezetője volt, mely az élő szervezetek időben való utazását kutatta. Ennek érdekében készített egy gépet. Amikor Desmond meglátogatta, és elmondta, hogy időutazás áldozata lett, a professzor azt hitte, ez csak egy vicc a kollégái részéről. De miután az skót elárulta neki a gép beállításához szükséges adatokat és hogy tud Eloise-ról, Daniel kísérleti patkányáról, a férfi bízni kezdett benne. A laborban a Desmond által megadott értékek beállítása után Eloise végigjárta a labirintust, melyet Daniel csak egy órával azelőtt fejezett be, és még nem volt ideje betanítani neki. Ez bizonyíték arra, hogy a patkány járt a jövőben. Daniel aztán felírta táblájára a Kerr-módszer matematikai összefüggéseit, ami egy elmélet az időutazásra. A fizikus elárulta Desmondnak: elméje a múlt és a jövő között ugrál, ezért szüksége van egy állandóra, amely támpontot ad tudatának, melyik idősíkban is tartózkodik éppen, különben agyvérzést kap és meghal. Daniel valószínűleg itt jött rá, hogy ha esetleg ő is ilyen helyzetbe kerül, Desmond megfelelő állandó lesz számára.

#### Amerikában
Nyolc évvel később Daniel a Massachusetts állambeli Essexben élt gondozójával. Mikor a 815-ös járat álroncsainak megtalálását mutatták a tévében, Daniel nagyon szomorú lett, és sírni kezdett, de saját bevallása szerint sem tudta, miért. Daniel később tagja lett a Matthew Abaddon által megszervezett és a Naomi Dorrit vezette tudományos csapatnak (többi tagja: Charlotte Lewis és Miles Straume), amit a Kahana fedélzetén szállítottak a sziget közelébe.

### A szigeten
A sziget fölé érve Frank helikopterének elektronikája megsérült, ezért a csapatnak ki kellett ugrani. Miles kilökte Danielt, így ő lett az első, aki földet ért. A járművet Jack és Kate is látta, nekik Daniel valódi nevén mutatkozott be, és azt mondta, hogy a megmentésükre jött. Mivel a kiugrásnál elvesztette telefonját, elkérte Kate-től az övét, melyet Naomitól szerzett. Felhívta Minkowskit, és elmondta neki, hogy a túlélőkkel van. A férfi rákérdezett, hogy ki van-e hangosítva. Daniel elnézést kért, és magánbeszélgetésre váltott. Mikor elfordult, Jack és Kate meglátta, hogy egy pisztoly van a fizikus övébe tűzve. Daniel a hívás befejezte után elárulta nekik, hogy a csapat minden tagjának GPS-nyomkövetője van, így könnyen meg tudják őket találni.
A dzsungelben az orvos talált egy dobozt, benne gázmaszkokkal. Daniel állítása szerint nem tudta, mi az. Ekkor a doktor megkérdezte, miért hozott magával fegyvert egy mentőakcióra. A professzor válaszul elmondta, hogy a túlélők megmentése nem az elsődleges feladatuk. Mielőtt Jack bővebb magyarázatot kérhetett volna, a telefon jelezte, hogy megtalálta Miles jelét, aki a tengerparton feküdt, mintha halott lenne. Miles azonban nem halt meg, és mikor az orvos odalépett hozzá, mozgásba lendült, fegyvert fogott rá, és meggyanúsította Kate-et, hogy megölte Naomit. Daniel próbálta meggyőzni, hogy ők jó emberek, de erre Miles közölte, hogy Naomi haldoklása közben csak azért mondta, hogy „Mondd meg a húgomnak, hogy szeretem”, mert elfogták és fegyvert fogtak a fejéhez. Jackék ezután elvezették Milest a nő holttestéhez, aki „beszélt” vele, és meggyőződött arról, hogy valóban Locke ölte meg.
Daniel a szigetet vizsgálva nagyon különlegesnek nevezte, hogy a fény mintha nem szóródna szét eléggé. Kate kérdésére elmondta, hogy azért nem rakja el a fegyvert, mert akkor Miles megölné. Charlotte szignáljának megjelenésekor Jack felszólította őket, hogy adják át a pisztolyokat, mert a barátaik, Sayid és Juliet rájuk céloznak. Miután ez megtörtént, elindultak megkeresni Charlotte-ot, de hirtelen a nő jele kezdett el hozzájuk közeledni igen gyorsan. Mint kiderült, ez annak volt köszönhető, hogy Locke-ék a jeladót Vincentre erősítették, tehát Charlotte náluk volt. A csoport meglátta Frank jelzését, aki elájult. Felélesztése után a pilóta elmondta, hogy a helikoptert biztonságosan és sértetlenül letette a szomszédos völgyben. Daniel és Kate felrakta Naomi holttestét a járműre.
Daniel később elvégzett egy kísérletet: felállított egy háromlábú állványt, rajta egy helyzetjelzővel, és szólt a hajón tartózkodó Reginának, hogy indíthatja a „csomagot”. A küldemény nem érkezett meg abban az időben, amikor a nő már úgy látta, hogy ott van; ezen a fizikus nagyon meglepődött. A csomag (ami, mint kiderült, egy rakéta volt) némi késéssel mégis megjött, de a benne lévő óra 31 perccel többet mutatott, mint a Danielé. Erre a férfi azt mormogta: „Ez nagyon nem jó.” Charlotte megérkezésekor nagyon boldog volt, és Frank kérdésére azt válaszolta, a szigeten marad; ugyanakkor megkérte a pilótát, hogy ugyanazon az útvonalon menjen vissza a Kahanára, amelyiken jöttek.
Miután Juliettel és Jackkel visszatértek a partra, Charlotte egy memóriatesztet hajtott végre Danielen, aki három kártyalapból kettőre tudott visszaemlékezni. A férfi ezzel nem volt megelégedve. Jackék megkérdezték tőlük, mi lehet a helikopterrel; mivel ők sem tudták, felhívták a hajón lévő Reginát a vészhelyzetekre használt vonalon, aki azt válaszolta, még nem érkezett meg az egy napja felszállt gép, fedélzetén Desmonddal, Sayiddal és Frankkel.
Az egész éjszakai vallatás után Daniel bevallotta Jacknek (bár erről Charlotte megpróbálta lebeszélni): a szigeten tartózkodók szemszögéből eltelt idő nem azonos azzal, amennyi a helikopteren lévők számára eltelt. Ugyanakkor megnyugtatta: ha Frank tartja az irányt, melyet megadott neki, nem lesz baj, egyébként „mellékhatások” léphetnek fel. Végül is bekövetkezett Sayid kapcsolatfelvétele a parttal, aki elmondta, hogy Desmond nem tudja, hol és mikor van, és őt sem ismeri fel. Daniel elmondta, hogy aki nagyobb mértékű radioaktivitásnak vagy elektromágnesességnek volt kitéve, az összezavarodhat a sziget elhagyásakor vagy az oda való érkezéskor. Juliet kérdésre azt válaszolta: „Ez nem amnézia.” Telefonon megkérdezte Desmondot, hogy melyik évben kellene lennie, és mikor az azt válaszolta, hogy 1996-ban, a fizikus rájött, hogy a férfi tudata ugrál az időben. Ezért megkérte Desmondot, keresse meg 1996-ban az Oxfordon, és hogy az akkori önmaga higgyen neki, megadta az időgép helyes beállításához szükséges adatokat és kísérleti patkányának, Eloise-nak a nevét. Ezeknek az információknak a segítségével Desmond a múltban megtudta Danieltől, hogy szüksége van egy állandóra. A fizikus később elárulta Jacknek, hogy ez az állapot akár évekig is fennállhat, mivel ez személyenként változó. Este a parton kinyitotta naplóját, melyben egy feljegyzés állt, amit önmagának írt még 1996-ban: „Ha bármi rosszul sülne el, Desmond Hume lesz az én állandóm.”
Azon az éjszakán Daniel és Charlotte elindult a parti táborból a Vihar állomásra, hogy semlegesítsék az ott tárolt mérgesgázt, mellyel állításuk szerint Ben mindenkit meg tudott volna ölni a szigeten. (Tény, hogy már használta a tisztogatásnál.) Útközben Daniel kétségeit fejezte ki az akció kimenetelével kapcsolatban, de Charlotte letorkolta. Mivel a Barakkoktól visszatérő Kate meglátta a náluk levő gázmaszkokat, Charlotte-nak le kellett ütnie. Az állomásba való bejutás után Daniel megkezdte a gáz közömbösítését, de az őket követő Juliet előbb leütötte Charlotte-ot, utána pedig fegyverrel akarta kényszeríteni a férfit, hogy hagyja abba, amit csinál, mert a nő azt hitte, ki akarják engedni a gázt. Daniel nem engedelmeskedett a felszólításnak, és két másodperccel annak kiszabadulása előtt végül is sikerült semlegesítenie a gázt. A férfi megjegyezte: „Ez közel volt”, utána pedig a két nő segítségével visszaállította az állomást eredeti állapotába, majd elhagyta azt.
A táborba való visszatérés másnapján Daniel megpróbálta megjavítani a telefont, amely az előző napon Juliet és Charlotte összetűzésénél sérült meg, amikor odament hozzá Sun, aki elárulta neki, hogy terhes, és megkérdezte tőle, hogy a hajón lévők tényleg a megmentésükre jöttek-e. A férfi azt válaszolta, hogy ez nem igazán tőle függ.
A következő napon Daniel Bernard kiáltozására és Vincent ugatására a partra szaladt, ahol segített kihúzni egy partra sodródott holttestet. Mint azt a férfi megállapította, a hulla a hajó orvosáé, dr. Rayé. Estére Daniel megjavította a telefont, úgy, hogy azt egyfajta távíróként használva, Morse-jelekkel lehetett kommunikálni a hajóval. Megkérdezte, mi történt a doktorral, és mikor a válasz befutott, azt mondta Jacknek, hogy nem árulták el, mi lett az orvossal, de a barátaik reggel visszatérnek a helikopterrel. Bernard viszont, aki szintén értett a Morse-kódhoz, elárulta, hogy Daniel hazudott, mert a hajóról azt írták vissza: „Miről beszélsz? A doktor jól van.” Miután a meglehetősen ideges Jack nyomást gyakorolt rá, Daniel bevallotta, hogy soha nem állt szándékukban elvinni a túlélőket a szigetről.
Másnap reggel Rose és Bernard tovább folytatta Charlotte és Daniel faggatását, ám ekkor a meglehetősen kimerültnek látszó Jack összeesett. Juliet vizsgálata után kiderült, a vakbelének féregnyúlványa gyulladt be. Juliet megkérte Sunt, hogy menjen el a Pálca állomásra, és hozzon el bizonyos orvosi eszközöket. Daniel, mivel korábban boncolt már állatokat, felajánlotta segítségét a sebészfelszerelés összeállításában. A férfi és Charlotte felügyeletét Juliet Jinre bízta. Az állomáshoz érve Daniel a veszélyek miatt mindenképpen elsőnek akart bemenni az angol nő előtt. Jin a saját nyelvükön megkérdezte feleségét: vajon a nő tudja-e, hogy Daniel bele van esve? A fizikus összeszedte az eszközöket, és a csapat elhagyta a Pálcát. Este Jin, mivel rájött, hogy Charlotte érti a koreai nyelvet, megfenyegette a nőt, hogy Daniel ujjait egyesével el fogja törni, ha Sun nem jut ki a szigetről.
Mikor Frank ledobta telefonját a táborra, Daniel elkérte Jacktől, és beállította arra a frekvenciára, melyen hallható volt, hogy Keamy utasítja a pilótát a helikopter letevésére. Az Orchidea állomás nevének említéséből a férfi rájött, hogy Keamyék a másodlagos protokoll szerint járnak el. Miután Jack és Kate elindultak megkeresni a jelet, Sayid visszaérkezett a Kahana csónakjával, a Zodiackal. Mielőtt az iraki elment volna az orvos és Sawyer után, Daniel felajánlotta, hogy megkezdi a túlélők kiszállítását a hajóra. Sayid vonakodva belement. Kate visszatérése és Aaron Sunra bízása után a férfi a Kahanára vitte Jint, Sunt és három másik túlélőt. A járműre való felszállásuk után Daniel megfordult, hogy a többi embert is odavigye.
Miután visszatért a szigetre, Daniel elmondta Charlotte-nak és Milesnak, hogy mindenképp benne kell lenniük a következő csoportban, akiket a hajóra visz. Azonban a férfi azt válaszolta, hogy marad, Charlotte pedig habozott. Mikor Daniel visszaindult, a nő megmondta neki, hogy „egyelőre” marad. A férfi megpróbálta meggyőzni, hogy az „egyelőre” az örökkét is jelentheti, ha nem megy vele. A nő búcsúzóul megcsókolta, a férfi pedig hat túlélővel visszaindult a Kahanára. A hajó felrobbanása és az ég másodszori bíborszínűvé válása után Daniel a Zodiac hajóval és a többi emberrel együtt eltűnt a víz színéről, tehát a sziget elmozdítása után Danielék helyzete ismeretlen (valószínűleg a szigettel együtt ők is más helyre kerültek).

## Érdekességek
- Desmond élményei Az állandó című részben utalások Kurt Vonnegut Az ötös számú vágóhíd című könyvére. Daniel nem tudta megmagyarázni, miért sír a híreket nézve, ez emlékeztet a könyv főszereplőjének, Billynek (aki önmagát úgy definiálja, mint aki „kiesett az időből”) a sírására a fodrászüzlet kvartettjének hallgatásakor. Billy oka az volt a sírásra, hogy a kvartett emlékeztette őt Drezda bombázására a múltban. Daniel pedig azért sírt, mert tudta, találkozni fog a túlélőkkel a jövőben. Ez és hogy Desmondot nevezte meg állandójaként, arra utal, hogy ő is hasonló jelenséget élt meg, mint a skót.
- A bibliai Dániel értelmezni tudta az álmokat, képes volt megtalálni az igazságot és a rejtélyes víziók mögöttes jelentését.
- Történetbeli utalások Daniel memóriazavaraira:
  - A szigetre való megérkezése után hosszú idő telt el, amíg a bemutatkozását követően ismét megszólalt.
  - Nem jutott eszébe a „hátizsák” kifejezés, mikor annak a kieséséről beszélt.
  - Nem emlékezett rá, hogy a „Mondd meg a húgomnak, hogy szeretem!” egy titkos kód, melyet veszélyhelyzet esetén használtak.
  - Nem tudta, miért sír, mikor a tévében az Oceanic Airlines 815-ös járatának megtalálását mutatták.
  - Mikor Charlotte-tal egy memóriajátékot játszottak, a három kártyalapból csak kettőre tudott visszaemlékezni.
  - Nem emlékezett arra, hogy 1996-ban találkozott Desmonddal, és feljegyezte a naplójába, hogy a férfi lehet az ő állandója.
    - Az viszont tény, hogy tudta, a naplójában kell keresnie a választ az emlékezetkieséseire.
- A szigeten és a szigetre kerülés előtt is folyton nyakkendőt viselt.

### Neve
- David Arthur Faraday volt a zodiákus gyilkos első áldozata az 1960-as években. A sorozatban Daniel a Zodiac elnevezésű csónakkal szállította a túlélőket a Kahanára.
- Michael Faraday (1791. szeptember 22. – 1867. augusztus 25.) egy angol fizikus volt, aki az elektromágnesességet kutatta.
  - Faraday fedezte fel a róla elnevezett kalitkát, amely az elektromágneses hatás kiküszöbölésére szolgál.
  - Róla kapta nevét a Faraday-állandó, amely egy mol elektron töltését jelenti. Az állandó címe nyilvánvalóan erre utal, ezen kívül pedig még számos utalást fedezhetünk fel az epizódban.
  - A kapacitás SI-beli egysége, a farad szintén az ő nevéből ered.
  - Faraday arca látható az 1991 és 2001 között kinyomtatott angol húszeurósokon, melyből Sayid talált néhányat Ben titkos szobájában.
  - Kidolgozott egy elméletet, mely szerint az elektromosság és a mágnesesség egymással felcserélhető, ezek kombinációja pedig felcserélhető a gravitációval. Teóriája azonban nem aratott sikert.
  - Michael Faraday (Daniel névrokona) írt egy könnyebben befogadható könyvet The Chemical History of a Candle címmel (magyarul kb. A gyertya kémiai történelme).
  - 1832 júniusában az Oxfordi Egyetem a civil jog doktorává nevezte ki.
  - Az Oceanic Airlines 815-ös járata születésének 213. évfordulóján zuhant le a szigetre.
- A Faraday Intézet a Cambridge-i Egyetemhez tartozik. Az itt tanuló egyetemisták a tudomány és a vallás viszonyát vizsgálják. Ez megfeleltethető a Lost egyik nagy témájának, a hit (Locke) és a tudomány (Jack) ellentétének.
- A szereplőválogatás előtt a neve Russell volt.